# جيمس إيست
جيمس إيست هو مستكشف كندي، ولد في 7 أكتوبر 1871، وتوفي في 23 يونيو 1940.